# Radiologia dell'apparato circolatorio

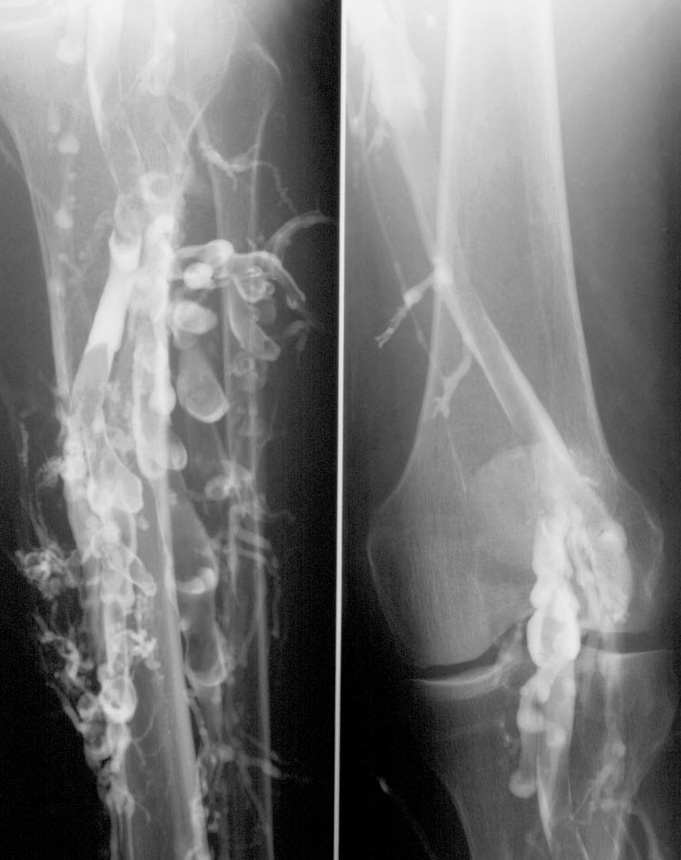
Flebografia in un paziente con trombosi venosa profonda

La radiologia dell'apparato circolatorio impiega l'ecografia (in particolare l'ecografia Doppler), la tomografia computerizzata, l'imaging a risonanza magnetica e l'angiografia a sottrazione digitale (DSA) che ha ormai quasi solo ruoli terapeutici o di esame diagnostico di ultimo livello. La venografia o flebografia (esame radiografico effettuato dopo iniezione di un mezzo di contrasto endovena) era in passato molto utilizzata per lo studio del sistema venoso, ma è ora stata quasi del tutto soppiantata dalle altre metodiche, mentre l'esame radiografico diretto (senza usare un mezzo di contrasto) consente solo di rilevare eventuali calcificazioni a livello delle arterie.
In questa voce non saranno trattate le metodiche radiologiche per lo studio del cuore (già descritte in: ecocardiogramma, ecocardiografia da stress, Tomografia computerizzata cardiaca e risonanza magnetica cardiaca) e del circolo polmonare (già descritte in studio TC del polmone).

## Arterie

### Metodiche radiologiche
L'ecografia è l'esame radiologico di primo livello per studiare i vasi arteriosi del collo, le succlavie, le arterie degli arti inferiori e l'aorta addominale; oltre ai loro rami collaterali. Si usano a tal fine sonde da 7-10 MHz per i vasi superficiali e da 3,5-5 MHz per i vasi profondi e si effettuano di solito scansioni sui piani longitudinali ed assiali rispetto all'asse maggiore del vaso in esame. Mediante le metodiche ecografiche è possibile studiare in dettaglio la parete dei vasi e gli eventuali trombi e placche se presenti. Le metodiche doppler consentono inoltre di studiare il flusso sanguigno nel lume vasale.
La Tomografia computerizzata (Angio-TC) è un esame di solito di secondo livello, spesso effettuata dopo un'ecografia. Consente uno studio rapido ed accurato, tramite l'utilizzo del mezzo di contrasto e di tomografi veloci, sia dell'anatomia vasale sia della parete dei vasi stessi, alla ricerca di trombi, calcificazioni e placche. La TC è anche utilizzata nel follow-up dei pazienti trattati per via chirurgica ed.
L'imaging a Risonanza Magnetica (Angio-RM) con mezzo di contrasto a base di gadolinio è utilizzabile come alternativa all'Angio-TC in caso di controindicazioni all'uso del mezzo di contrasto iodato. Gli esami di Angio-RM non vanno eseguiti fino a 6 settimane dal posizionamento di dispositivi intravascolari metallici per il rischio che cambino posizione (sebbene siano costituiti da materiali amagnetici deve comunque passare un po' di tempo per permettere la loro stabilizzazione). L'esame RM rispetto alla controparte TC è più costoso, richiede più tempo e non permette di rilevare le calcificazioni di parete; pertanto rispetto alla TC le metodiche RM rappresentano un'alternativa di seconda scelta.

### Patologia arteriosa
Le varianti anatomiche, le anomalie congenite e le fistole artero-venose (FAV) sono ben rilevabili sia con l'angio-TC che con l'angio-RM. Conoscere le varianti anatomiche è importante in vista di eventuali interventi terapeutici, mentre le fistole artero-venose sono spesso trattate mediante embolizzazione per via endovascolare.
Nell'embolia periferica l'esame che viene di norma eseguito d'urgenza è l'ecodoppler, mentre l'angio-TC è utilizzata per indagare i vasi profondi o in caso di dubbi all'esame ecografico. Le metodiche di radiologia interventistica sono poi spesso utilizzate per risolvere il quadro clinico. Le stesse metodiche sono utili anche nelle trombosi.
In seguito a traumi l'esame impiegato più spesso in urgenza è l'ecodoppler, mentre la TC è utilizzata solo in pazienti emodinamicamente stabili. In caso di esame positivo per lesioni vascolari importanti il paziente deve essere trattato mediante chirurgia o metodiche di radiologia interventistica.
L'arterite di Horton può essere indagata mediante l'ecografia doppler, che permette di identificare sia le alterazioni della parete dei vasi colpiti sia la presenza al loro interno di trombi (dato praticamente costante).

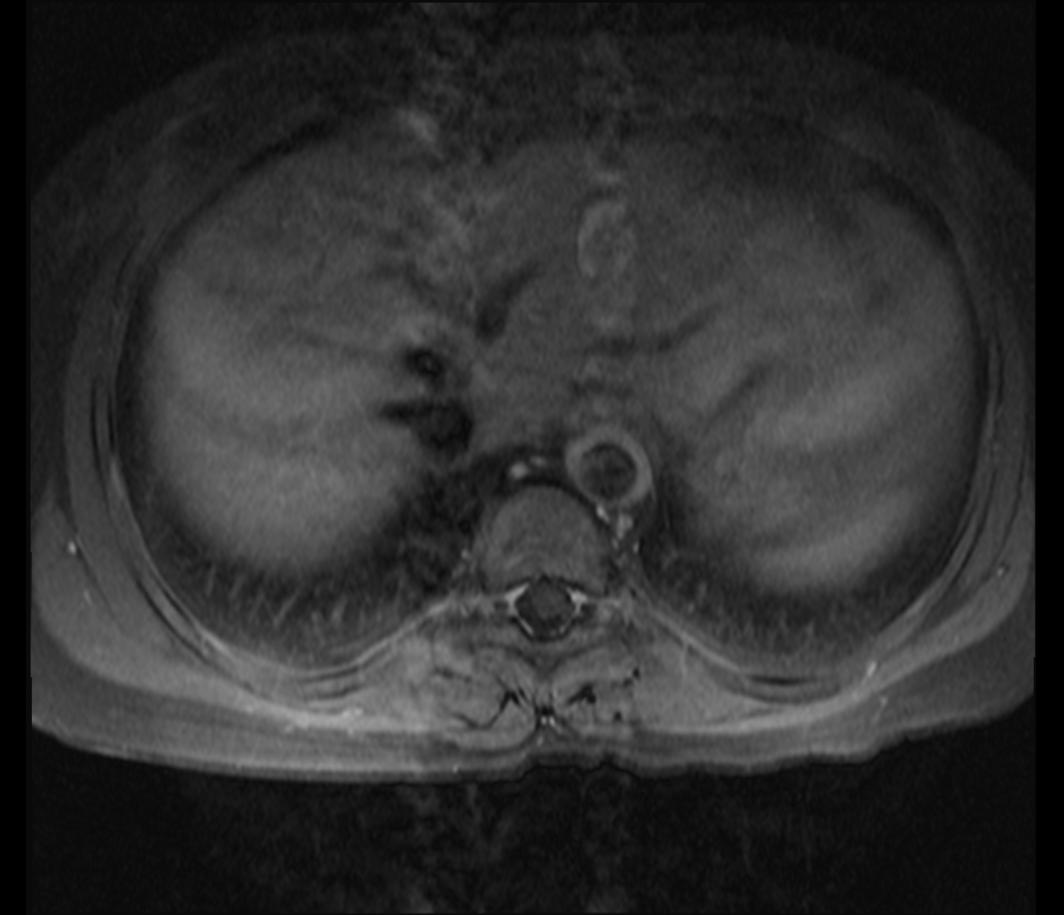
Arterite di Takayasu vista in RM dopo somministrazione di mezzo di contrasto. La parete del vaso appare inspessita ed iperintensa nelle sequenze T1 pesate

Anche l'arterite di Takayasu può essere indagata mediante le metodiche ecografiche eseguite a livello dei grossi vasi, tuttavia l'indagine di conferma in questi casi è l'Angio-TC (o in alternativa l'Angio-RM).
Il fenomeno di Raynaud può essere monitorato radiologicamente mediante un monitoraccio continuo con metodiche doppler.
Nella tromboangioite obliterante i vasi arterosi di piccolo e medio calibro e quelli venosi colpiti non hanno mai calcificazioni (cosa che distingue questa malattia dall'aterosclerosi). Le metodiche ecodoppler in tale patologia rappresentano le metodiche di indagine di primo livello, mentre Angio-TC ed Angio-RM sono le metodiche di conferma, che permettono di analizzare anche le diramazioni più piccole a valle dell'arteria poplitea.
La fibrodiplasia della tonaca media colpisce prevalentemente le arterie renali (che presentano l'aspetto tipico a corona di rosario) in soggetti giovani. L'indagine di primo livello è l'ecodoppler, che di solito è seguito da Angio-TC o Angio-RM. Le metodiche di radiologia interventistica sono risolutive in più del 90% dei casi.
Nella sindrome neurovascolare dell'arto superiore o dello Stretto Toracico si ha occlusione dei vasi arteriosi e venosi associata a compressione del plesso brachiale che può essere causata da una costa sovrannumeraria, una megapofisi trasversa o da anomalie congenite della clavicola o della prima costa. Gli esami di primo livello sono la radiografia della colonna cervicale (per la ricerca delle anomalie ossee), l'ecodoppler e l'elettromiografia. L'angio-RM dinamica con arti superiori in adduzione ed abduzione consente di evidenziare sia le stenosi arteriose sia le occlusioni venose ed è indispensabile per pianificare l'intervento chirurgico correttivo.
Le stenosi aterosclerotiche dei tronchi sovraortici (TSA) intratoracici coinvolgono più frequentemente l'origine dell'arteria succlavia sinistra; tali stenosi sono spesso compensate da inversione del flusso a livello dell'arteria vertebrale sinistra, ben visibile all'ecodoppler ("furto" della succlavia). Angio-TC ed Angio-RM consentono poi di confermare la diagnosi. L'arteria carotide interna è il tronco sovraortico più frequentemente colpito dalla malattia aterosclerotica stenosante, che può anche portare alla completa occlusione del lume del vaso. L'ecodoppler è l'esame di primo livello per lo studio di questa patologia e secondo alcuni Autori andrebbe eseguito in tutti i soggetti con fattori di rischio predisponenti ed oltre 50 anni di età (in quanto è una patologia ad alta prevalenza nella popolazione). L'ecodoppler, oltre al grado di stenosi (considerata critica se interessa oltre il 70% del lume) consente anche di studiare il flusso ematico e le caratteristiche delle placche ateromasiche, comprese le sue eventuali ulcerazioni (tuttavia le calcificazioni se presenti a tale livello possono interferire col fascio ultrasonoro). L'angio-TC è l'esame da eseguire in previsione di un intervento terapeutico, va effettuato con un campo che includa tutta la testa fino all'arco aortico, e consente di evidenziare l'entità delle stenosi, la struttura delle placche e la presenza di eventuali lesioni ischemiche cerebrali. L'Angio-RM è usata come alternativa all'Angio-TC nei pazienti allergici ai mezzi di contrasto iodati e consente, tramite opportuni protocolli, la misurazione del flusso ematico prima e dopo i trattamenti terapeutici, che possono essere chirurgici o endovascolari.
Anche le stenosi a livello dell'aorta toracica ed addominale e dei loro rami sono spesso indagate mediante le metodiche ecodoppler in prima battuta (ove possibile) e quindi mediante Angio-TC o Angio-RM; analogamente agli altri distretti le metodiche di radiologia interventistica hanno un determinante ruolo nel loro trattamento. I distretti più frequentemente colpiti da stenosi aterosclerotiche a tale livello sono i vasi mesenterici (in tal caso si potrà avere ad esempio claudicatio abdominis) e le arterie renali (con conseguente danno renale ed ipertensione reattiva all'attivazione del sistema renina-angiotensina).
I vasi iliaci e le arterie delle gambe sono i più colpiti dopo le carotidi dalle stenosi aterosclerotiche; anche in questi casi l'ecodoppler è la tecnica di indagine di primo livello, mentre Angio-TC ed Angio-RM hanno ruoli di conferma diagnostica. È possibile trattare per via endovascolare con ottimi risultati le stenosi di questo distretto non più lunghe di 5 cm; negli altri casi è necessario ricorrere alla chirurgia. Nel paziente diabetico affetto da vasculopatia diabetica sono di frequente riscontro le stenosi e le occlusioni delle arterie distali dell'arto inferiore; in tali casi le metodiche doppler rappresentano il principale approccio diagnostico, mentre alla radiologia interventistica possono essere demandati molti interventi terapeutici d'urgenza volti alla ricanalizzazione dei vasi ostruiti, permettendo di evitare un'eventuale amputazione ("salvataggio d'arto").

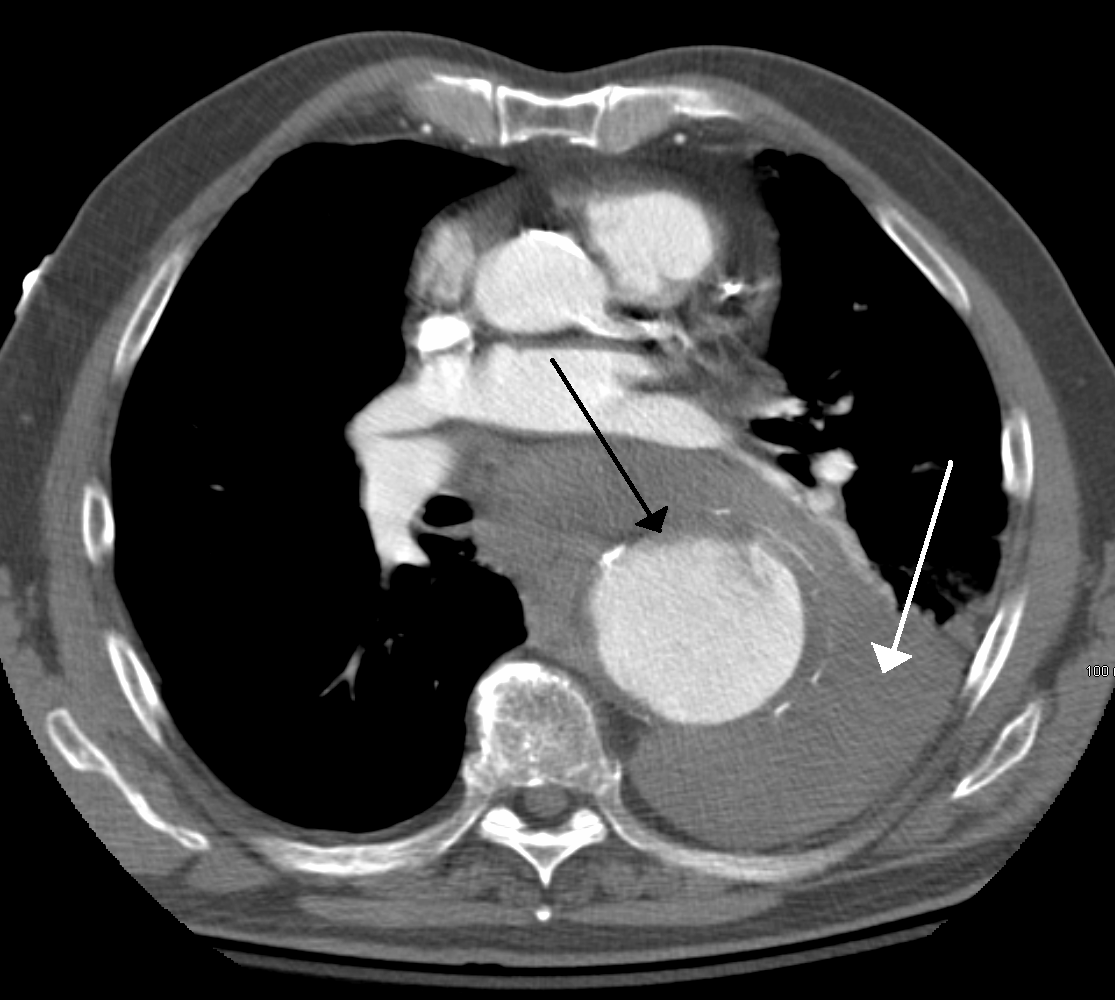
Aneurisma dell' aorta toracica rotto visualizzato alla TC dopo somministrazione di mezzo di contrasto. Il vaso appare iperdenso (freccia nera) mentre il sangue uscito dal vaso è evidente in mediastino (freccia bianca).

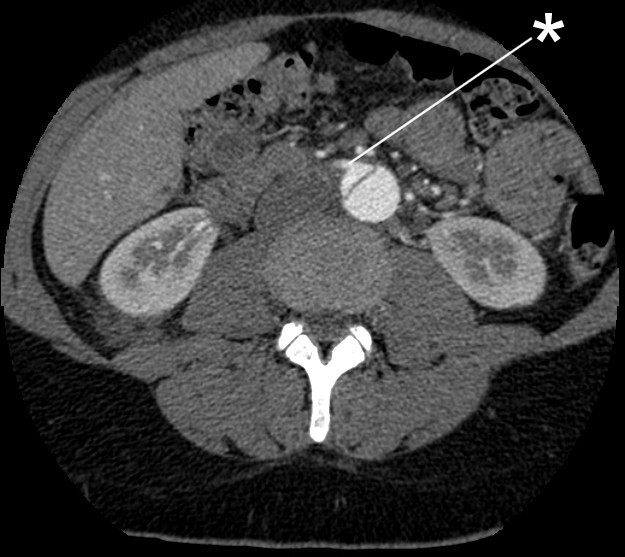
Dissecazione aortica con ischemia del rene destro dovuta ad esclusione dell'arteria renale destra da parte del falso lume (asterisco).

Più del 90% degli aneurismi sono di natura aterosclerotica (in meno casi sono di origine congenita, infettiva, infiammatoria o post-traumatica). L'Angio-TC e L'Angio-RM sono le metodiche più utilizzate per lo studio della patologia aneurismatica, tuttavia l'Angio-RM non è adatta a valutare i pazienti trattati con stent metallici per la presenza di artefatti nelle immagini. La sede più frequente degli aneurismi è l'aorta addominale sottorenale. Gli aneurismi dell'aorta addominale (AAA) con diametro maggiore di 5 cm e velocità di crescita > 1 cm/anno sono a rischio di rottura, mentre per l'aorta toracica questi limiti non sono universalmente definiti per via della maggiore variazione interindividuale (il rischio in tali casi aumenta oltre i 4 cm). L'ecografia è l'indagine di primo livello oltre che la più utilizzata per il follow-up degli AAA, mentre l'Angio-TC è utile sia nella gestione delle emergenze (rotture e dissecazioni) sia nella pianificazione terapeutica, spesso demandata alla radiologia interventistica. La complicanza più frequente dell'AAA trattato con stent e il suo rifornimento di sangue dal bordo della protesi (endoleak), rilevabile con tutte le metodiche (anche se di solito si effettuano controlli Angio-TC annuali).
La dissecazione aortica è una condizione di emergenza che pone a rischio la vita del paziente. Le dissecazioni "alte" (tipo A secondo la classificazione di Stanford) sono a partenza dall'aorta ascendente, sono rilevabili anche con un ecocardiogramma e sono trattate per via cardiochirurgica, mentre le forme più distali (tipo B secondo Stanford) sono a partenza da un punto sotto l'arteria succlavia sinistra e possono essere trattate per via endovascolare. L'Angio-TC è la metodica di scelta per indagare questi pazienti, in quanto consente di descrivere il tragitto della dissecazione e di rilevare le sue complicanze (rotture ed ischemie per esclusione di rami collaterali).

## Vene

### Metodiche radiologiche
All'ecografia è possibile distinguere le vene dalle arterie perché le prime sono comprimibili al contrario delle seconde. Le vene si presentano classicamente ipoecogene al centro e con la parete iperecogena; tale quadro è associato a caratteristici echi nei piani più profondi. Mediante la metodica doppler è anche possibile ottenere informazioni sul flusso sanguigno al loro interno.  Alle immagini color-doppler (in cui le informazioni morfologiche dell'ecografia sono sovrapposte a quelle doppler usando un codice colore) il flusso in direzione della sonda appare rosso, quello in allontanamento blu e quello turbolento giallo.
La Tomografia Computerizzata dopo iniezione di un mezzo di contrasto può essere utilizzata per ottenere immagini del vasi del tutto simili a quelle descritte per le arterie (Veno-TC). A tal fine i mezzi di contrasto devono avere un'alta densità (almeno 370 mg/I) ed una velocità di infusione inferiore a quella di un'Angio-TC (di solito 2-3 ml/sec contro i 4-6 ml/sec). La scelta dell'algoritmo di ricostruzione delle immagini deve essere effettuata in base al distretto che si intende studiare.
Le metodiche di Risonanza Magnetica con mezzo di contrasto a livello venoso sono più accurate rispetto allo studio delle arterie per via del flusso sanguigno più lento e delle maggiori dimensioni dei vasi venosi. È possibile inoltre utilizzare numerose tipologie di sequenze. Ad esempio con le tecniche di presaturazione utilizzate a monte o a valle della zona da studiare è possibile distinguere agevolmente un vaso arterioso da uno venoso. Le sequenze Spin-Echo (SE) mostrano i vasi venosi con flusso come senza segnale e sono utili per studiare le grosse vene anche senza utilizzare il mezzo di contrasto, come anche le Gradient-Echo, Phase Contrast e Time of Flight (TOF) (sono tuttavia poco utili per i piccoli vasi, per studiare anche questi è quindi necessario utilizzare il mezzo di contrasto). Il mezzo di contrasto può essere somministrato tramite un accesso venoso periferico (tecnica indiretta) oppure direttamente nella vena che si intende studiare (tecnica diretta).

### Patologia venosa

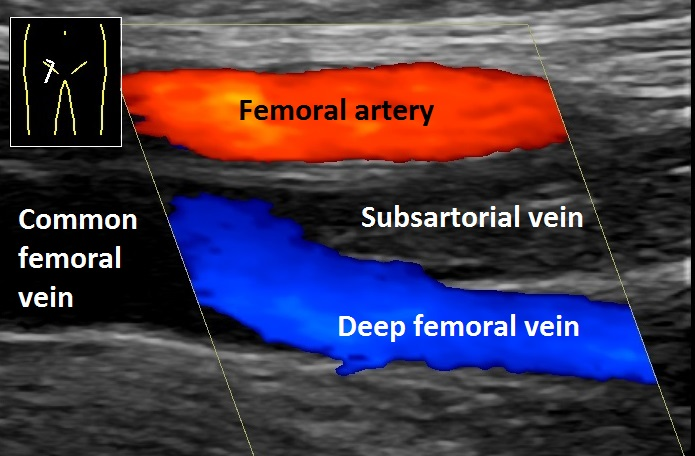
Trombosi di un ramo della vena femorale vista all'ecografia color doppler. Il trombo appare iperecogeno e non si evidenzia flusso a livello del vaso interessato. In rosso l'arteria femorale, il blu la vena femorale.

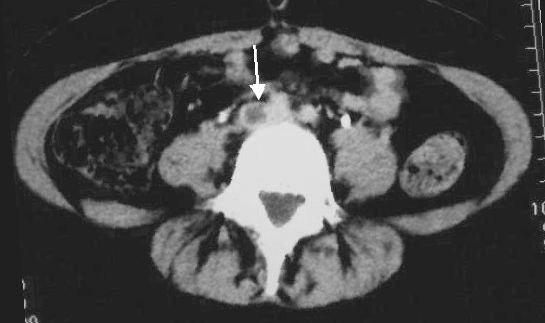
Trombosi venosa della vena iliaca vista alla TC (freccia)

L'ecografia doppler è l'indagine di primo livello per la valutazione delle maggioranza dei distretti venosi e, come per il circolo arterioso, TC ed RM sono di solito indagini di secondo livello; mentre la radiologia interventistica è di solito utilizzata per scopi terapeutici.
Nella patologia varicosa degli arti inferiori l'indagine strumentale di solito utilizzata è l'ecografia, mentre TC ed RM sono riservate a casi particolari.
Nella ricerca delle trombosi localizzate a livello degli arti inferiori e delle tromboflebiti (che costituiscono un rischio per la tromboembolia polmonare), l'ecografia è il più importante presidio diagnostico a disposizione del clinico. La Veno-TC è utilizzata invece per lo studio delle trombosi a livello delle vene profonde addominali.
Anche nella patologia traumatica o da compressione (dovuta ad esempio a masse occupanti spazio) l'ecografia rappresenta l'approccio di primo livello; TC ed RM sono utilizzate per lo studio del circolo venoso profondo in sede toracica ed addominale o per lo studio delle eventuali masse comprimenti i vasi.In alcuni casi i traumi esitano in fistole artero-venose, indagabili in primo approccio con l'ecografia, ma che successivamente vanno studiate con TC o RM in vista di un intervento terapeutico. La RM è l'indagine di primo livello nello studio della fibrosi retroperitoneale comprimente la vena cava (la fibrosi presenta basso segnale sia nelle sequenze T1 che in quelle T2 pesate). La RM nella trombosi venosa profonda consente di differenziare i vasi con trombosi croniche da quelli con malattia insorta recentemente, ove si evidenziano segni di flogosi.